# مارك فرانسوا (سياسي)
مارك فرانسوا هو سياسي بريطاني، ولد في 14 أغسطس 1965 في إيزلينغتون ‏ في المملكة المتحدة. نشط حزبياً في حزب المحافظين.

## مناصب
- في الانتخابات العامة في المملكة المتحدة 2019، انتخب عضو البرلمان الثامن والخمسين للمملكة المتحدة  [لغات أخرى]‏ عن دائرة Rayleigh and Wickford (UK Parliament constituency) [الإنجليزية]‏ وقد انضم خلال فترته النيابية ‏ (12 ديسمبر 2019 – ) للكتلة البرلمانية حزب المحافظين.
- في الانتخابات العامة في المملكة المتحدة 2001، انتخب عضو البرلمان الثالث والخمسون للمملكة المتحدة  [لغات أخرى]‏ عن دائرة رايلاي وقد انضم خلال فترته النيابية ‏ (7 يونيو 2001 – 11 أبريل 2005) للكتلة البرلمانية حزب المحافظين.
- في الانتخابات العامة في المملكة المتحدة 2005، انتخب عضو البرلمان الرابع والخمسون للمملكة المتحدة  [لغات أخرى]‏ عن دائرة رايلاي وقد انضم خلال فترته النيابية ‏ (5 مايو 2005 – 12 أبريل 2010) للكتلة البرلمانية حزب المحافظين.
- في انتخابات المملكة المتحدة لعام 2010، انتخب عضو البرلمان الخامس والخمسين للمملكة المتحدة  [لغات أخرى]‏ عن دائرة Rayleigh and Wickford (UK Parliament constituency) [الإنجليزية]‏ وقد انضم خلال فترته النيابية ‏ (6 مايو 2010 – 30 مارس 2015) للكتلة البرلمانية حزب المحافظين.
- في الانتخابات العامة في المملكة المتحدة 2015، انتخب عضو البرلمان السادس والخمسين للمملكة المتحدة  [لغات أخرى]‏ عن دائرة Rayleigh and Wickford (UK Parliament constituency) [الإنجليزية]‏ وقد انضم خلال فترته النيابية ‏ (7 مايو 2015 – 3 مايو 2017) للكتلة البرلمانية حزب المحافظين.
- في الانتخابات العامة في المملكة المتحدة 2017، انتخب عضو البرلمان السابع والخمسين للمملكة المتحدة  [لغات أخرى]‏ عن دائرة Rayleigh and Wickford (UK Parliament constituency) [الإنجليزية]‏ وقد انضم خلال فترته النيابية ‏ (8 يونيو 2017 – 6 نوفمبر 2019) للكتلة البرلمانية حزب المحافظين.
- انتخب عضو المجلس الخاص بالمملكة المتحدة  [لغات أخرى]‏.
- انتخب وزير الدولة لشؤون أوروبا (المملكة المتحدة) (29 مايو 2007 – 11 مايو 2010).
- انتخب Vice-Chamberlain of the Household [الإنجليزية]‏ (11 مايو 2010 – 4 سبتمبر 2012).
- انتخب Minister of State for the Armed Forces [الإنجليزية]‏ (7 أكتوبر 2013 – 11 مايو 2015).
- انتخب Minister for Portsmouth [الإنجليزية]‏ (11 مايو 2015 – ).
- انتخب وزير الدولة لشؤون المحاربين القدامى [الإنجليزية]‏ (4 سبتمبر 2012 – 7 أكتوبر 2013).